# Сермяжко, Валерий Александрович
Валерий Александрович Сермяжко (5 января 1939 — 23 июня 1999) — советский хоккеист, нападающий.

## Биография
Воспитанник омского хоккея. Играл за омские команды «Буревестник» (1955/56, 1963/64) и «Спартак» / «Аэрофлот» (1956/57 — 1962/63). В сезоне 1964/65 выступал за СК им. Салавата Юлаева (Уфа). В классе «А» провёл четыре сезона (1959/60 — 1962/63).
Работал тренером в ДЮСШ Омска с командой 1979 года рождения.
Скончался в 1999 году. Похоронен на Северо-Восточном кладбище Омска.